# Hauptstadtkulturfonds
Aus dem Hauptstadtkulturfonds werden Einzelprojekte und Veranstaltungen gefördert, die für die deutsche Hauptstadt Berlin bedeutsam sind, mindestens nationale Ausstrahlung haben oder besonders innovativ sind.

## Inhalt
Die Förderung kann gewährt werden für Architektur, Design, Ausstellungen, Bildende Kunst, Filmreihen, Literatur, Musik, Musiktheater, Performance, Tanz, Theater, für spartenübergreifende, interdisziplinäre Vorhaben und Projekte, die dem Kulturaustausch dienen. Die Projekte müssen in Berlin realisiert oder präsentiert werden.

## Geschichte
Das Land Berlin und der Bund richteten 1999 im Rahmen des „Hauptstadtkulturvertrages“ einen „Hauptstadtkulturfonds“ ein, aus dem für die Bundeshauptstadt Berlin bedeutsame Einzelprojekte und Veranstaltungen gefördert werden. Seit Januar 2008 stehen aus Mitteln des Beauftragten der Bundesregierung für Kultur und Medien jährlich bis zu 15 Mio. € zur Verfügung. Dies wurde im Hauptstadtfinanzierungsvertrag 2007 vom 30. November 2007 festgeschrieben. Die Geschäftsstelle des Hauptstadtkulturfonds befindet sich bei der für Kultur zuständigen Senatsverwaltung.